# Lillie Bridge Grounds
Le Lillie Bridge Grounds est un stade sportif de Londres qui se trouvait dans les environs de l’actuel stade de Stamford Bridge. Il ouvre en 1867 pour fermer définitivement en 1888. Après avoir connu une forte activité sportive, il tombe petit à petit en désuétude avec la construction de Stamford Bridge. Une émeute le 18 septembre 1887 détruit la piste d’athlétisme et la principale tribune. 
À cette époque, Lillie Bridge était plus connu pour son dépôt de maintenance du métro et pour ses terrains annexes du Earls Court Exhibition Centre.
Le Lillie Bridge Athletic Ground a accueilli de nombreuses manifestations sportives : athlétisme, boxe, cyclisme, football et cricket. Le terrain a aussi été le point central de festivals de montgolfières et de nombreuses foires de l’époque victorienne.

## Boxe
Le stade accueille en 1867 le tout premier match de boxe amateur. La rencontre est organisée par John Sholto Douglas, 9e marquis de Queensberry. C’est le point d’origine des règles du Marquis de Queensberry.

## Football
Le Wanderers Football Club, vainqueur de la première édition de la Coupe d'Angleterre de football, se voient donnés par le règlement de l’épreuve la possibilité de choisir le terrain de la finale de l’édition 1873. Comme ils n’ont pas de terrain attitré, ils choisissent le Lillie Bridge pour recevoir leur challenger Oxford University Association Football Club. Ils l’emportent sur le score de 2 buts à 0. L’assistance est peu nombreuse : 3 000 spectateurs assistent à la finale. Ce nombre, inférieur à celui de l’année précédente s’explique par le fait que le même jour se déroulait The Race boat, la course d’aviron sur la Tamise entre Cambridge et Oxford.
- Liste des finales de la Coupe d'Angleterre de football: 1873.

## Cricket
Le terrain est celui du Middlesex County Cricket Club entre 1869 et 1872. Le club le quitte à cause de la piètre qualité de sa pelouse.

## Athlétisme
Lillie Bridge est le terrain d’entraînement et de compétition de l’Amateur Athletic Club qui organise les championnats d’Angleterre avant que la compétition passe dans le giron de la fédération nationale. Le London Athletics Club l’intègre en 1869 et y reste jusqu’à son déménagement pour Stamford Bridge en 1877.